# Радич, Анте
Анте Ра́дич (хорв. Antun Radić; 11 июня 1868, Требарьево-Десно, около Сисак, Австро-Венгрия, ныне Хорватия — 10 февраля 1919, Загреб, Королевство сербов, хорватов и словенцев, ныне Хорватия) — хорватский политик, учёный, писатель, переводчик, журналист, социолог, публицист, этнограф и этнолог.

## Биография
В 1888—1892 годах изучал славистику и классическую филологию в Аграме (ныне Загреб) и Вене. В 1892 году защитил диссертацию по хорватской литературе. В 1892—1897 годах преподавал в гимназиях. В 1904 году вместе со своим братом Степаном Радичем стал основателем Хорватской крестьянской партии. С 1900 года издавал газету для крестьян «Дом» (хорв. Dom), в которой развивал теории «единого крестьянского сословия», «крестьянской демократии», «крестьянского государства» как бесклассовых. Выступал за хорватско-сербское единство, подчёркивал роль России (с которой предлагал сблизиться) в деле национального освобождения южных славян, был противником клерикализма. Переводил произведения русской литературы (Пушкина, Гоголя, Льва Толстого).

## Сочинения
- Sabrana djela, t., 1-19. — Zagreb, 1936—1939.